# قطرگس
قطرگس (به انگلیسی: Qatargas) شرکت گاز قطری است، که در زمینه تولید گاز طبیعی و ال‌ان‌جی فعالیت می‌نماید.
شرکت قطرگس در سال ۱۹۸۴ از مشارکت انتفاعی شرکت‌های قطر پترولیوم، اکسون، میتسویی، ماروبنی و توتال راه‌اندازی شد و در حال حاضر بزرگترین تولیدکننده ال‌ان‌جی در جهان می‌باشد.